# Otinotus albomaculatus
Otinotus albomaculatus är en insektsart som beskrevs av William Lucas Distant. Otinotus albomaculatus ingår i släktet Otinotus och familjen hornstritar. Inga underarter finns listade i Catalogue of Life.